# السلطاني
قرية السلطانى هي إحدى القرى التابعة لمركز ببا في محافظة بني سويف في جمهورية مصر العربية. حسب إحصاءات سنة 2006، بلغ إجمالي السكان في السلطانى 3657 نسمة، منهم 1781 رجل و1876 امرأة.